# Eupithecia breviculata
Eupithecia breviculata is een vlinder uit de familie spanners (Geometridae). De wetenschappelijke naam is voor het eerst geldig gepubliceerd in 1837 door Donzel.
De soort komt voor in Europa.